# Choiril Hidayat
Choiril Hidayat (sinh ngày 29 tháng 4 năm 1994) là một cầu thủ bóng đá người Indonesia thi đấu ở Liga 1 với PSMS Medan Club ở vị trí tiền đạo.

## Sự nghiệp
Choiril có màn ra mắt ngày 13 tháng 11 năm 2017 with PSMS ở Liga 2 2017, thay cho Elthon Maran bị nhận thẻ đỏ do tích lũy thẻ. Anh ghi bàn đầu tiên vào phút 22 trước Martapura F.C. với kết quả chung cuộc 2-1 trên Sân vận động Patriot Chandrabhaga ở Bekasi.

## Đời sống cá nhân
Choiril Hidayat có người anh em sinh đôi là Choirul Hidayat thi đấu ở câu lạc bộ tại Liga 2 2017 là PSMS Medan.  Choiril và Choirul từng thi đấu ở TNI.